# Ni-Vanuatu
Ni-Vanuatu (ni-Vanuatu).- naziv melanezijskim domorocima nastanjenim na otocima Novi Hebridi, području današnje države Vanuatu. Ni-Vanuatu se sastoje od preko 100 plemena koja imaju svoje kulture i jezike. 

## Život i običaji
Oko 80% stanovništva (još je tribalizirano) države je ruralno a poljoprivreda je glavno zanimanje kod ni-Vanuatu seljaka. Jam (yam), manioka ( od koje priređuju laplap) divlji špinat,  taro i kokosov orah glavna su hrana. Od mesa u prehranu im ulazi još govedina, svinjetina, perad, riba, tu još treba pridodati i leteću lisicu. Hrana se obično umata u bananino lišće i priprema u pećima ukopanim u zemlju. Popularna hrana je i ‘nalot’ koju rade od mješavine tara i banana te dodatkom kokosa i vode. Nacionalno piće je ‘kava’ (Piper methysticum), ima reputaciju najjače i najbolje na Pacifiku.
Jedan od najpoznatijih običaja svakako su skokovi s 20 do 30 metara visokih tornjeva koje održavaju svake godine u travnju stanovnici otoka Pentecosta. Ovaj se njihov običaj u posljednje vrijeme raširio diljem svijeta, istina s mnogo većih visina, ali ipak daleko sigurniji. 
Od glazbala poznaju bubnjeve, panove frule, a na otoku Santo flaute s tri rupe. Ni-Vanuatu se veoma ponosni na svoja glazbala. Tradicionalni plesovi i ceremonije važne su aktivnosti seoskog života. Svijet ni-Vanuatua još je uvijek naseljen duhovima i demonima. Usprkos kršćanstvu, mnogi otočani vjeruju u svog stvaraoca Taharu (Tahara), koji dosta nalikuje na Jehovu, a zli demon Saratau paralelan je Sotoni.

## Jezici
Jezici (oko 115) plemena ni-Wanuatu pripadaju melanezijskoj grani malajsko-polinezijskih jezika i austronezijskoj porodici. Važniji su: äiwo, ambrym, anejom, araki, kwamera, lenakel, paamese, sakau, tangoa, veliki namba.
Vidi jezici države Vanuatu: 

## Plemena
Većina ni-Vanuatua organizirano je po plemenima, ali postoji također i grupa od nekih 37,000 detribaliziranih Vanuatu Melanezijaca koji se služe jezikom bislama.  Među njima ima i dosta raznih drugih naroda kao što su: Anglo-Novozelanđani (1 900), Fidžijanaca (500), Francuza (2 000), Gilberčana (i-Kiribati; 600), Samoanaca (200), Tahićana (400), Tonganaca (500), Vijetnamaca (900), Engleza (1 100), Mandarin-Kineza (400) i drugih.
Od domaćih plemena po brojnosti se ističu: 
- Duindui (7 500),
- Sjeverni Ambrym Otočani (Northern Ambrym Islanders; 4 500),
- Južni Efate (6 000),
- Lamalanga (9 000),
- Kwamera (3 500),
- Lenakel (9 500),
- Malo (2 600),
- Namakura (4 400),
- Napuanmen Tannese (5 000),
- Paama (7 400),
- Središnji Raga (7 300; govore jezikom apma),
- Sa (nazivani i Južni Raga; 2 800),
- Uripiv-Atchin (6 300 ; jezik: Uripiv-Wala-Rano-A ),
- Vao (2 000), i drugi.  Vidi Popis naroda - Vanuatu.

## Vanjske poveznice
Arhivirana inačica izvorne stranice od 27. prosinca 2005. (Wayback Machine)